# Ryne Sandberg
Pour les articles homonymes, voir Sandberg.
Ryne Dee Sandberg (né le 18 septembre 1959 à Spokane (Washington) et mort le 28 juillet 2025 à Lake Bluff (Illinois)) est un joueur américain de deuxième but des Ligues majeures de baseball.
Sa carrière de joueur dure 16 saisons, de 1981 à 1994, puis de 1996 à 1997, presque exclusivement avec les Cubs de Chicago. Considéré comme l'un des meilleurs de l'histoire à sa position, Ryne Sandberg est élu au Temple de la renommée du baseball en 2005.
Il participe à 10 match des étoiles, gagne 7 Bâtons d'argent pour son excellence en offensive, 9 Gants dorés pour son travail en défensive et est élu joueur par excellence de la Ligue nationale en 1984. Son numéro 23 est retiré par les Cubs.
Il est gérant des Phillies de Philadelphie du 16 août 2013 au 26 juin 2015.

## Carrière

### Débuts
Ryne Sandberg est un choix de 20e ronde des Phillies de Philadelphie en 1978. Il fait ses débuts dans les Ligues majeures à la fin de la saison 1981 comme joueur d'arrêt-court et apparaît dans 13 parties en fin de saison.
Le jeune joueur ne fait pas partie des plans des Phillies, qui le voient comme un joueur d'arrêt-court alors que leur champ intérieur comporte déjà Manny Trillo au deuxième coussin et Mike Schmidt au troisième but. Par conséquent, ils échangent Sandberg aux Cubs de Chicago le 27 janvier 1982. Deux autres joueurs d'arrêt-court sont impliqués dans la transaction : Larry Bowa passe également aux Cubs, et Ivan DeJesus est transféré à Philadelphie.
Cet échange passe à l'histoire comme l'un des plus malheureux de l'histoire des Phillies, et peut-être même du baseball majeur. Alors que Sandberg joue 15 ans à Chicago, en route vers le Panthéon, DeJesus ne joue que trois ans à Philadelphie et se retire du baseball en 1988.
À noter qu'un autre produit de l'organisation des Phillies, le Canadien Ferguson Jenkins, connait une brillante carrière avec les Cubs dans les années 1960 et 1970 après avoir été échangé à Chicago dans une transaction fort peu avantageuse pour Philadelphie, et est tout comme Sandberg élu au Temple de la renommée.

### Cubs de Chicago

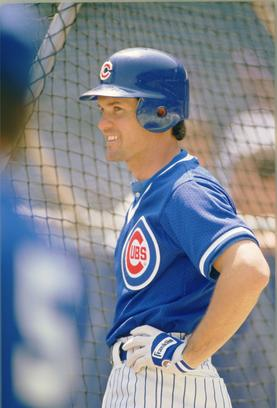
Ryne Sandberg avec les Cubs de Chicago au début des années 1990.

Les Cubs de Chicago font de Ryne Sandberg un joueur de troisième but. Il joue sa saison recrue à cette position, tirant son épingle du jeu avec 172 coups sûrs et 54 points produits à sa première saison complète en 1982.
En 1983, cependant, Sandberg est muté au deuxième coussin, le poste où il s'illustre durant tout le reste de sa carrière. Il remporte cette année-là son premier Gant doré, récompensant l'efficacité en défensive.
En 1984, Sandberg s'impose comme l'une des vedettes des Ligues majeures. Il est invité au match des étoiles pour la première fois, remporte un second Gant doré et un premier Bâton d'argent et, surtout, est élu joueur par excellence de la saison 1984 dans la Ligue nationale. Le numéro 23 des Cubs présente une moyenne au bâton de, 314 (4e dans la ligue), frappe un sommet personnel de 200 coups sûrs et produit 84 points. Il domine de plus la Nationale pour les points marqués (114) et les triples (19). Chicago remporte le championnat de la division Est après plusieurs saisons difficiles, mais baisse pavillon en Série de championnat devant San Diego. Sandberg frappe pour, 368 dans les cinq matchs de cette série.
Ryne Sandberg demeure un athlète dominant tout au long des années 1980 et au début des années 1990, étant invité à la partie d'étoiles de mi-saison au cours de 10 campagnes consécutives.
Sa moyenne au bâton s'élève au-dessus de, 300 à trois autres reprises (1985, 1992 et 1993). Il domine la Ligue nationale pour les points marqués avec 104 en 1989 et 116 en 1990. Il frappe 30 coups de circuits pour la première fois en 1989 et est champion frappeur de circuits en 1990 avec 40 longues balles. Il devient alors le 3e joueur de deuxième but seulement à atteindre ce plateau dans l'histoire (après Rogers Hornsby et Davey Johnson).
Il produit 100 points, un record personnel, lors de ces deux années (1989 et 1990), malgré le fait qu'il frappait deuxième dans l'alignement offensif, un rôle dans l'ordre des frappeurs qui favorise généralement moins la production de points.
À cette époque, il connaît également une séquence record (pour un deuxième but) de 123 parties de suite sans commettre d'erreur en défensive. La marque tient jusqu'en 2007 alors qu'elle est battue par Plácido Polanco des Tigers de Detroit.
En 1989, Chicago remporte une fois de plus le championnat de la division Est. Le joueur de deuxième but fait bien en éliminatoires (8 coups sûrs en 20 pour une moyenne de, 400) mais l'aventure des Cubs prend fin une fois de plus dès la Série de championnat, cette fois face aux Giants de San Francisco.
En juin 1994, après un lent début de saison, Ryne Sandberg annonce sa retraite du baseball. Il prétend ne plus avoir le désir de fournir un effort aussi soutenu que par le passé sur le terrain. Toutefois, il admet plus tard que sa décision était motivée par des raisons personnelles : la rupture avec sa première épouse, Cindy.
Il revient cependant sur sa décision et joue deux saisons supplémentaires pour les Cubs en 1996 et 1997, avant de se retirer définitivement.
En 2164 parties réparties sur 16 saisons, Sandberg a frappé 2386 coups sûrs en 9282 apparitions au bâton, pour une moyenne de, 285. Il a produit 1061 points, en a marqué 1318, a réussi 403 doubles, 76 triples et 282 coups de circuit.
De ces 282 circuits, 277 sont frappés comme joueur de deuxième but, ce qui est à ce moment le plus haut total de tous les temps par un joueur évoluant à cette position. La marque est cependant battue par Jeff Kent en 2004.
Coureur rapide, Sandberg a de plus volé 344 buts en 451 tentatives. Il est l'un des trois joueurs de l'histoire des ligues majeures (avec Brady Anderson et Barry Bonds) à avoir connu une saison de 40 circuits ou plus et une saison d'au moins 50 buts volés dans sa carrière. Sandberg vola 54 buts en 1985 et frappa 40 circuits en 1990.
Il maintient une moyenne défensive de, 989 en carrière, la plus élevée de l'histoire pour un joueur de deuxième coussin. Il atteint un sommet à ce chapitre en 1991, avec une moyenne défensive de ,995.

## Honneurs et exploits

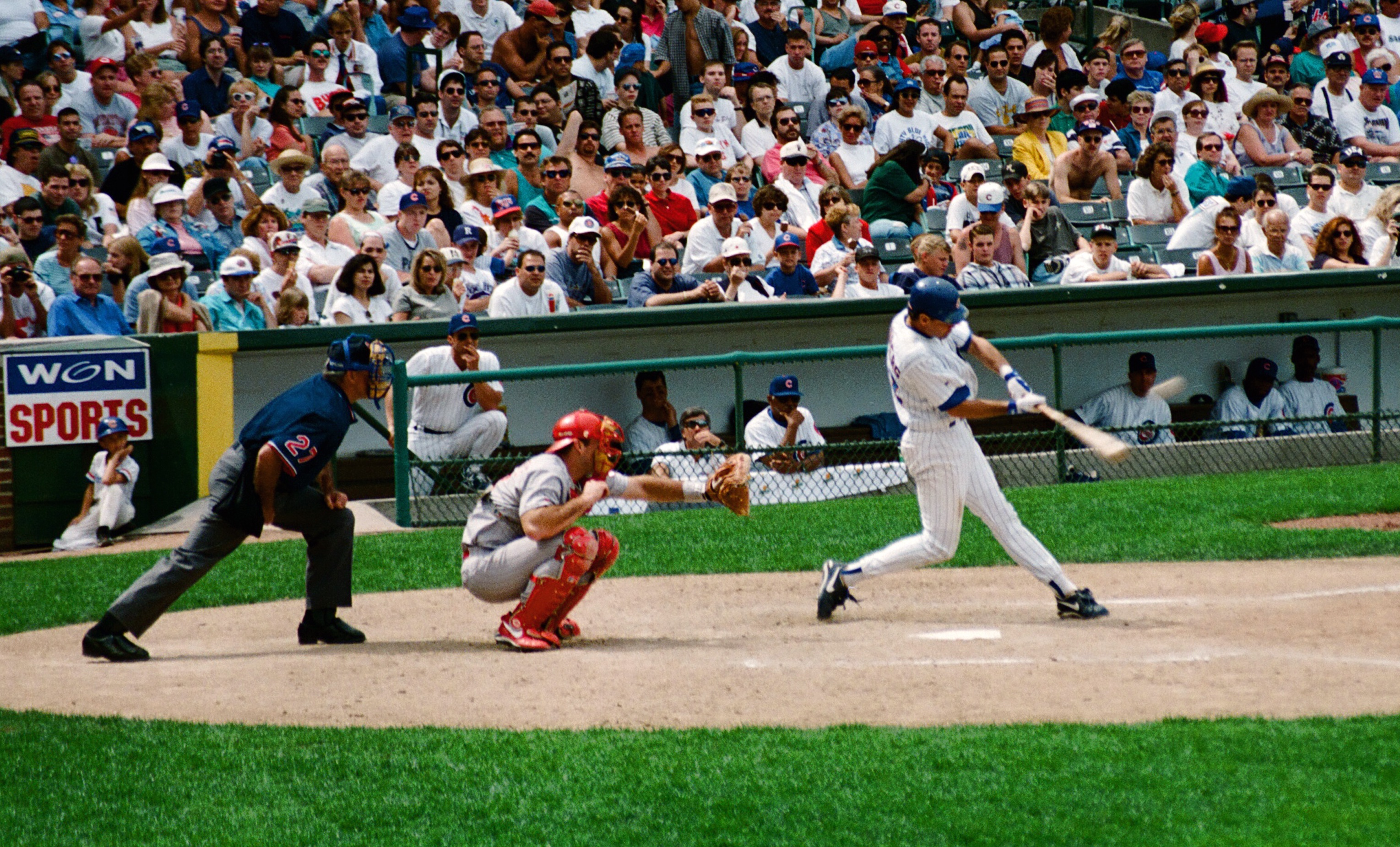
Ryan Sandberg cogne un double à Wrigley Field en 1996.

- Joueur par excellence de la Ligue nationale en 1984.
- A participé à 10 matchs d'étoiles (1984-1993).
- Gagnant de 9 Gants dorés (1983-1991).
- Gagnant de 7 Bâtons d'argent (1984, 1985, 1988-1992).
- Élu au Temple de la renommée du baseball en 2005.
- A vu son numéro d'uniforme 23 retiré par les Cubs de Chicago en 2005.
- Est un des 3 joueurs de l'histoire à avoir connu une saison de 40 circuits et une de 50 buts volés.
- A détenu de 1990 à 2007 le record pour un deuxième but de 123 parties sans erreur.
- A détenu jusqu'en 2004 le record du plus haut total de circuits par un deuxième but.
- Détient la meilleure moyenne défensive en carrière (, 989) pour un deuxième but.

### Temple de la renommée
Ryne Sandberg est élu en 2005 au Temple de la renommée du baseball, à sa troisième année d'éligibilité. Il y entre en même temps que Wade Boggs.
En 2009, Sandberg commente le scandale du dopage dans les Ligues majeures du baseball en déclarant que Sammy Sosa, qui prit en quelque sorte sa relève comme grande vedette des Cubs après sa retraite de joueur, ne méritait pas d'être un jour intronisé au Panthéon du baseball. Sosa, qui affiche d'impressionnantes statistiques en carrière, aurait selon le New York Times échoué à un contrôle antidopage en 2003.

### Numéro retiré
Le 28 août 2005, les Cubs de Chicago retirent le numéro d'uniforme 23 que Ryne Sandberg a porté avec l'équipe entre 1982 et 1997.
Il devient le 4e joueur de l'histoire de la franchise à recevoir cet honneur, après Ernie Banks (#14), Billy Williams (#26) et Ron Santo (#10). Depuis, les Cubs ont également retiré le numéro 31 en l'honneur de Ferguson Jenkins et Greg Maddux.

## Carrière d'entraîneur
En 2007 et 2008, Ryne Sandberg est le manager des Chiefs de Peoria de la Midwest League, un club des ligues mineures de niveau A affilié aux Cubs de Chicago.
En 2009, il est manager des Smokies du Tennessee, une équipe de classe AA de la Southern League, également affiliée aux Cubs.
En 2010, il devient manager des Cubs de l'Iowa, le club-école AAA des Cubs de Chicago.
Sandberg est sur la liste des candidats pour diriger les Cubs de Chicago en 2011, mais l'équipe choisit plutôt de confier le poste sur une base permanente à Mike Quade, qui assurait l'intérim depuis le départ de Lou Piniella en 2010. Le 3 novembre 2010, Sandberg annonce qu'il renonce à son poste de manager du club-école de l'Iowa et quitte l'organisation des Cubs.

### Phillies de Philadelphie

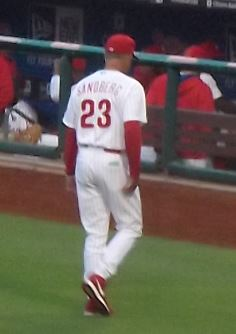
Ryan Sandberg retraite vers l'abri des Phillies, l'équipe qu'il dirige, lors d'un match en août 2014.

Près de trois décennies après le fameux échange qui a fait passer Sandberg de Philadelphie à Chicago, l'ancien joueur étoile revient dans l'organisation des Phillies alors qu'il est nommé le 15 novembre 2010 manager des IronPigs de Lehigh Valley, le club-école de niveau AAA des Phillies. En 2011, il est nommé gérant de l'année en ligues mineures par Baseball America.
En novembre 2011, il est candidat au poste de manager des Cardinals de Saint-Louis qui cherche un candidat pour remplacer Tony La Russa.
Après avoir dirigé le club mineur de Lehigh Valley jusqu'en 2012, Sandberg devient instructeur au troisième but des Phillies de Philadelphie à partir de la saison 2013. Le 16 août 2013, Sandberg est nommé gérant par intérim des Phillies en remplacement de Charlie Manuel. Il dirige pour la première fois un club des majeures le soir même à Philadelphie et ce match se solde par un revers de 4-0 des Phillies aux mains des Dodgers de Los Angeles. Il savoure sa première victoire le 18 août suivant contre ces mêmes Dodgers. Le 22 septembre suivant, les Phillies retirent l'étiquette intérimaire et annoncent que Sandberg sera de retour à la barre de l'équipe en 2014.
Équipe sur une pente descendante après avoir été une des forces des Ligues majeures durant plusieurs années, les Phillies menés par Sandberg ne s'en tirent pas si mal avec 20 victoires contre 22 défaites sous les ordres de leur nouveau pilote à la fin 2013, mais glissent au dernier rang de leur division avec une saison 2014 de 73 succès et 89 échecs.
Le 23 mars 2015, Sandberg dirige les Phillies à Clearwater en Floride dans un match pré-saison contre les Twins du Minnesota de Paul Molitor. Il s'agit de la première fois que s'affrontent deux clubs dirigés par d'anciens joueurs élus au Temple de la renommée du baseball. Aucun match interligue, donc comptant officiellement pour le classement de la saison régulière, n'est toutefois prévu entre les deux équipes.
Le 26 juin 2015, Sandberg démissionne de son poste de gérant des Phillies, qui possèdent la pire fiche du baseball majeur (26 victoires, 48 défaites). Il a mené l'équipe à 119 victoires contre 159 revers, pour un pourcentage de victoires de ,428 comme gérant de l'équipe.

## Vie personnelle
Ryne Sandberg est marié depuis août 1995 à Margaret Koehnemann. L'ancien joueur a deux enfants (Lindsay et Justin) issus d'une union précédente née en 1979 avec Cindy Sandberg, alors que son épouse est mère de trois enfants (B.R., Steven et Adriane) également d'une précédente union.
Son neveu, Jared Sandberg, joue dans les Ligues majeures de baseball pour les Devil Rays de Tampa Bay de 2001 à 2003.
Ryne Sandberg prête son nom, ou plutôt son surnom (Ryno), à Ryno Kid Care, un organisme œuvrant auprès des enfants malades.

## Mort
En janvier 2024, Ryne Sandberg annonce qu'il a commencé un traitement pour un cancer de la prostate métastatique. Ryne Sandberg est décédé le 28 juillet 2025 à l'âge de 65 ans, à Lake Bluff (Illinois).